# RK-2
RK-2 ist der Funkrufname des Rettungshubschraubers der ARA Flugrettung, welcher am Bezirkskrankenhaus Reutte stationiert ist.

## Station, Einsatz und Besetzung
Der Hubschrauber ist am Bezirkskrankenhaus Reutte stationiert. Er ist täglich von 7.30 bis 22.30 Uhr in Einsatzbereitschaft. Er wird von der integrierten Landesleitstelle Tirol zu Rettungseinsätzen mit Notarztindikation alarmiert, wenn ein Notarzteinsatzfahrzeug (NEF) nicht rechtzeitig zur Verfügung steht oder die Art der Verletzung den Transport eines Patienten mittels Hubschrauber erforderlich macht. Weiterhin verfügt RK-2 über eine fest installierte Seilwinde, mit der Einsätze in alpinem Gelände durchgeführt werden können, wenn die Landung am Einsatzort nicht möglich ist.
Bei seinen Einsätzen ist RK-2 mit einem Piloten der ARA Flugrettung, einem Notarzt aus verschiedenen Kliniken, einem Flugretter- und einem HEMS-TC (Winch Operator) der ARA Flugrettung besetzt. Dabei arbeiten grundsätzlich drei feste Piloten, 14 Notärzte, 12 Flugretter und fünf HEMS-TC im Wechsel, um eine ständige Alarmbereitschaft zu garantieren.
RK-2 gehört zu den wenigen Rettungshubschraubern in Österreich, welche mit einer fest installierten Seilwinde ausgestattet sind.
Seit Gründung der Station kam eine Maschine vom Typ MBB/Kawasaki BK 117 zum Einsatz. Diese wurde im Mai 2018 durch eine moderne Airbus Helicopters H145 D-2 ersetzt.